# 서얼 금고령
서얼 금고령은 조선 시대 이전부터 계속 서자와 얼자들에 대한 관직을 제한한 규정이다.

## 유래
한국 사회의 서얼 차별은 조선 이전 시대부터 계속 존재하던 것이었다. 조선 이전 사회는 조선 시대보다 훨씬 더 폐쇄적인 신분사회였고 조선 시대 바로 이전시대인 고려 시대도 서얼에 대한 차별이 당연시 되던 사회였다. 1415년(태종 15년)에 조선 태종이 실시한 서자와 얼자들의 관직진출 제한령인 서얼 금고령과 서얼 차별을 명시하던 적서제도는 조선 이전 시대부터 존재하던 서얼 차별을 유지만 하는 법과 규정에 불과하였다.

## 경과

### 서얼 차별의 성문화
성종은 태종때 내려진 적서 차별과 서자의 관직 제한을 구체적인 조항으로 명시하여 반포하고, 경국대전에 수록하게 한다.
1471년(성종 2년)에 반포, 실시된 경국대전에는 다음과 같은 규정이 있다.
‘실행(失行)한 부녀 및 재가한 여자의 자손은 동서의 관직에 임명하지 말라(失行婦女及在家女之所生勿敍東西班職)’

문무관 2품 이상 관리의 양첩 자손에게는 정3품으로 한정하고 천첩 자손에게는 정5품으로 한정한다. ...(이하 중략)... 7품 이하 관리부터 관직이 없는 자의 양첩의 자손에게는 정5품으로 한정하고 천첩 자손 및 그밖에 천인으로 양민이 된 자는 정7품에 한정한다. ...(이하 생략)... (文武官二品以上良妾子孫限正三品 賤妾子孫限正五品 ...七品以下至無職人良妾子孫限正五品 賤妾子孫及賤人爲良者限正七品...
(吏典 限品敍用 조))

재가(재혼)하거나 실행한 부녀의 아들 및 손자, 서얼의 자손은 문과를 응시하지 못하게 하라.(再婦失行婦女子及孫 庶孼子孫勿許赴文科

(禮典 製科 조))

### 서얼 차별의 완화시도
태종은 서얼 금고령을 내리기 전에 한품서용제를 실시하여 서얼들에게 어느정도 관직 등용을 허가하였다.
중종 때부터 숙종 때 여러 번 서얼 허통 상소가 있었으나, 조정에서 번번히 묵살되었다.
영조 때 서얼 허통 건의가 일부 수용되었으며, 정조 때에는 서자들 중 학식이 높은 인재를 규장각과 교서관에 채용하였다. 흥선대원군에 의해 서자 차별이 철폐되었으며, 갑오경장으로 명문화되어 서자 차별 제도는 470여 년만에 철폐된다.

## 같이 보기
| - 경국대전 - 대전회통 - 제1차 왕자의 난 - 적서 차별 - 허준 - 허균 - 홍길동전 | - 서얼 허통 - 칠서의 변 - 하륜 |